# 八王子事件 (北朝鮮工作員)
八王子事件（はちおうじじけん）とは、朝鮮民主主義人民共和国によるスパイ事件。1970年（昭和45年）11月16日摘発（検挙）。北朝鮮工作機関が韓国（大韓民国）においてクーデターによる革命政権を樹立するため、退役韓国軍人を日本に招き入れ対南工作を展開させていたことが発覚した。

## 概要
北朝鮮工作員の加藤栄浩こと高栄浩は1943年（昭和18年）、大日本帝国陸軍北支那方面軍に所属し、第二次世界大戦終戦後は韓国で飛行学校教官となって朝鮮戦争に従軍、1953年には大韓民国空軍少佐となった人物である。高栄浩は、1954年（昭和29年）、韓国空軍機からパラシュートで広島県下に密入国し、翌1955年、広島県警察に自首し、出入国管理令、外国人登録法違反で懲役8か月、執行猶予2年の判決を受けた。その後、特別永住許可を得て東京都内に居住した。
高栄浩は、在日本朝鮮人総聯合会（朝鮮総連）中央本部組織部長によって獲得され、1967年（昭和42年）10月、万景峰号により北朝鮮（朝鮮民主主義人民共和国）に永住帰国した。その後、高は北朝鮮領内でスパイ訓練を受け、
- 韓国軍部内のスパイ網形成
- 韓国空軍戦闘飛行団長・飛行大隊長・先任将校などの獲得工作
- 日本の軍事情報の収集
- 日本における対韓国スパイ拠点の埋設

などの任務を指示されて、1970年（昭和45年）10月9日頃、青森県西津軽郡岩崎村（現、深浦町）十二湖海岸付近より密入国した。その後、東京都八王子市近辺に潜伏して、韓国退役高級将校を日本に招待しての獲得工作をおこなっていた。
警視庁公安部は、1970年11月16日、高栄浩（当時45歳）を逮捕し、無線機、暗号乱数メモなどを押収した。高栄浩は1971年（昭和46年）3月3日、東京地方裁判所において、出入国管理令違反で懲役2年、執行猶予3年の判決を受けた。高は1971年（昭和46年）、韓国に出国した。